# Formula due
Formula due era un programma televisivo di varietà trasmesso dal 24 novembre 1973 al 12 gennaio 1974 per otto puntate, il sabato sul Programma Nazionale (l'odierna Rai 1), condotto da Alighiero Noschese e Loretta Goggi.

## Il programma
Lo spettacolo, che andava a sostituire per la prima volta il più celebre Canzonissima e trasmesso il sabato in prima serata, era basato sulle imitazioni di Noschese e della Goggi ed era completato da canzoni, balletti ed ospiti famosi tra cui Adriano Celentano, Claudio Villa, Iva Zanicchi, Massimo Ranieri, Milva, Katyna Ranieri, Ornella Vanoni.
Gli autori della trasmissione erano Antonio Amurri e Dino Verde, le coreografie di Don Lurio, i costumi di Corrado Colabucci, l'orchestra era diretta da Enrico Simonetti (che in ogni puntata interagiva con il cantante ospite della settimana), la scenografia di Tullio Zitkowsky e la regia affidata ad Eros Macchi. La sigla di testa della trasmissione era Molla tutto cantata e ballata da Loretta Goggi, che presenta nel corso della trasmissione i brani tratti dal suo secondo album Formula 2, mentre quella di coda era Per dire ciao, un tema musicale eseguito al pianoforte da Enrico Simonetti.
Una peculiarità del varietà, molto innovativa per la TV italiana dell'epoca, era che, in via sperimentale, veniva ripreso a colori, anche se all'epoca i telespettatori lo videro in bianco e nero poiché anche i programmi originati a colori venivano filtrati. Formula due quindi rappresenta uno dei primi varietà televisivi colorati della Rai in un periodo in cui tali trasmissioni erano ancora, in Italia, solamente sperimentali (inizieranno ufficialmente solo quattro anni dopo, il 1º febbraio 1977).
Un'altra particolarità del programma è che fu l'ultimo programma in assoluto della Rai ad essere trasmesso alle ore 21:00: mentre le puntate del 24 novembre e del 1º dicembre 1973 andarono in onda regolarmente alle ore 21 (orario di prima serata che persisteva fin dal 1957), le restanti sei puntate andarono in onda alle ore 20:45 a causa del programma di austerity, entrato in vigore il 2 dicembre 1973, sancito dal Governo e che spinse la Rai ad anticipare l'inizio della prima serata alle ore 20:30, anticipando di conseguenza l'orario del Telegiornale della sera alle ore 20, orario tutt'oggi in vigore.
Il programma veniva registrato nello studio 1 del Centro di produzione Rai di Via Teulada a Roma.

## Ascolti
Grazie alla sua pregevole qualità, Formula due ebbe una media di 21,8 milioni di telespettatori, risultando così il programma televisivo italiano più seguito del 1973.

## Cast tecnico
- Regia: Eros Macchi
- Autori: Antonio Amurri, Dino Verde
- Direzione musicale: Enrico Simonetti
- Scenografia: Tullio Zitkowsky
- Coreografie: Don Lurio
- Costumi: Corrado Colabucci
- Sigla iniziale: Molla tutto, cantata da Loretta Goggi
- Sigla finale: Per dire ciao, tema musicale di Enrico Simonetti